# Corumbella
Die Corumbella ist ein Fossil etwas unsicherer Stellung, das 1980 von dem Geologen Detlef Walde von der Universität Brasília entdeckt wurde. Die Fundstelle war ein Kalksteinbruch nahe der südbrasilianischen Stadt Corumbá am Rande des Pantanal im brasilianisch-bolivianischen Grenzgebiet.

## Merkmale
Es handelt sich um enge, geringelte Röhren, die sich vom Apex zu einem annähernd quadratischen Querschnitt mit gerundeten Ecken erweitern (tetraradiale Symmetrie). Die Röhren wurden bis 80 mm lang und messen am oberen Ende bis 25 mm, am unteren Ende etwa 2 mm im Durchmesser. Die Röhren saßen auf einem organischen Substrat und vermehrten sich durch Knospung. Corumbella wird als koloniales Nesseltier und als sessiler Räuber interpretiert.

## Systematische Stellung
Nach Babcock et al. (2003) zeigt die Morphologie der Röhren und die Form der Kolonie enge Beziehungen zu den Scyphozoa, besonders zur rezenten Gattung Stephanoscyphus. Die Erstbeschreiber stellten für die Art eine neue Familie Corumbellidae, eine neue Ordnung Corumbellida und eine neue Unterklasse Corumbellata auf. Babcock et al. lehnen aber Unterklasse und Ordnung als zu unsicher ab.

## Alter
Corumbella werneri wurde bisher nur von Lokalität Corumba in Brasilien beschrieben. Der Fundort liegt in der lithostratigraphischen Tamengo-Formation der Corumba-Gruppe. Das Alter des Fundortes konnte bisher nicht exakt bestimmt werden. Der Fund stammt auf jeden Fall aus dem oberen Neoproterozoikum. Das Alter der Corumba-Gruppe wurde auf 600 Millionen Jahre geschätzt. Die Tamengo-Formation liegt im höheren Teil der Corumba-Gruppe. Ähnliche Funde wurden 1993 auch in der Region Gaojiashan im Osten Chinas gemacht. Ihr Alter wird auf 550 Millionen Jahre geschätzt.

## Bedeutung
Babcock et al. (2003) erwähnen noch eine bisher unbeschriebene Art von Corumbella aus der Wood Canyon Formation der Nopah Range, Nye County, Nevada, die von James Hagadorn und Ben Waggoner beschrieben worden ist. Die Autoren nehmen dies als Hinweis, dass der Amazonas-Kraton und Laurentia damals wohl geographisch nahe beieinander lagen.